# Po&sie
Po&sie es una revista de poesía trimestral fundada en París en 1977 y dirigida hasta 2022 por Michel Deguy. Está editada por Ediciones Belin (grupo Humensis).

## Dirección y comité editorial
La revista ha sido dirigida desde su primer número por el poeta Michel Deguy, fallecido en febrero de 2022.
Claude Mouchard, Martin Rueff, Hédi Kaddour y Laurent Jenny son los redactores jefes adjuntos.
El comité de redacción está compuesto por, entre otros, por Olivier Apert, Guillaume Artous-Bouvet, Gisèle Berkman, Xavier Bordes, Denis Génoun, Jean-Paul Iommi-Amunategui, Marielle Macé, Guillaume Métayer, Pierre Oster, Richard Rand, Tiphaine Samoyault, Peter Szendy, Dumitru Tsepeneag, Laurent Zimmermann.